# Paul Dyck
Paul Dyck (* 15. April 1971 in Steinbach, Manitoba) ist ein ehemaliger kanadischer Eishockeyspieler, der zehn Spielzeiten in der International Hockey League und vier Jahre mit den Iserlohn Roosters und Krefeld Pinguinen in der Deutschen Eishockey Liga verbrachte. Seit 2011 coacht er die Steinbach Pistons in der Manitoba Junior Hockey League.

## Karriere
Paul Dyck begann seine Karriere 1989 bei den Moose Jaw Warriors in der Western Hockey League. Nach zwei Spielzeiten wählten ihn die Pittsburgh Penguins beim NHL Entry Draft 1991 in der elften Runde an 236. Stelle aus.
Sein Profidebüt gab der Kanadier in der Saison 1991/92 bei den Muskegon Lumberjacks in der International Hockey League. Dort unterlag er mit seinem Team in der Finalserie um den Turner Cup den Kansas City Blades mit 0:4. Anschließend wechselte Dyck zu den Cleveland Lumberjacks, bei denen er bis 1995 blieb. Die nächste Spielzeit begann er bei den Kansas City Blades und ging kurz vor den Play-offs zu den Detroit Vipers. Nachdem er zu den Blades zurückgekehrt war, absolvierte Dyck 49 Partien und wechselte zu den Houston Aeros. Dort blieb der Verteidiger fünf Saisons und erreichte in jedem Jahr die Play-offs. 1999 gewann Dyck mit den Aeros den Turner Cup.
Zur Saison 2001/02 unterschrieb der Kanadier bei den Iserlohn Roosters aus der Deutschen Eishockey Liga. Im Sauerland überzeugte er in der Defensive, sodass ihn die Krefeld Pinguine unter Vertrag nahmen. Nach dem sechsten Platz in der regulären Saison, konnte Dyck mit den Pinguinen die Deutsche Meisterschaft gewinnen. Er blieb noch zwei Jahre in Krefeld und schloss sich 2005 den SERC Wild Wings aus der 2. Bundesliga an. Anschließend beendete er seine Karriere.

### Trainerlaufbahn
Paul Dyck übernahm das Juniorenteam der Steinbach Pistons aus seiner Heimatstadt, das in der Manitoba Junior Hockey League (MJHL) spielt, im Dezember 2011 zunächst interimsweise. 2012 wurde er offiziell zum Cheftrainer und sportlichen Leiter berufen. 2013, 2018 und 2023 gewann er mit dem Team die Meisterschaft. Zweimal (2017 und 2018) wurde er zudem zum Trainer des Jahres in der MJHL gewählt.
Mehrfach betreute er zudem bereits das Auswahlteam Canada West, mit dem er – in der Rolle des Assistenztrainers – 2015 die Goldmedaille bei der World Junior A Challenge gewann.

## Erfolge und Auszeichnungen
- 1999 Turner-Cup-Gewinn mit den Houston Aeros
- 2003 Deutscher Meister mit den Krefeld Pinguinen
- 2013 Meisterschaft in der Manitoba Junior Hockey League als Cheftrainer der Steinbach Pistons
- 2015 Goldmedaille bei der World Junior A Challenge als Assistenztrainer des Teams Canada West
- 2017 Trainer des Jahres in der Manitoba Junior Hockey League
- 2018 Meisterschaft in der Manitoba Junior Hockey League als Cheftrainer der Steinbach Pistons
- 2018 Trainer des Jahres in der Manitoba Junior Hockey League
- 2023 Meisterschaft in der Manitoba Junior Hockey League als Cheftrainer der Steinbach Pistons
- 2023 Aufnahme in die Hall of Fame der Moose Jaw Warriors[1]

## Karrierestatistik
(Legende zur Spielerstatistik: Sp oder GP = absolvierte Spiele; T oder G = erzielte Tore; V oder A = erzielte Assists; Pkt oder Pts = erzielte Scorerpunkte; SM oder PIM = erhaltene Strafminuten; +/− = Plus/Minus-Bilanz; PP = erzielte Überzahltore; SH = erzielte Unterzahltore; GW = erzielte Siegtore; 1 Play-downs/Relegation; Kursiv: Statistik nicht vollständig)